# Thiệu Long
Thiệu Long là một xã thuộc huyện Thiệu Hóa, tỉnh Thanh Hóa, Việt Nam.

## Địa lý
Xã Thiệu Long nằm ở phía bắc huyện Thiệu Hóa, có vị trí địa lý:
- Phía đông giáp xã Thiệu Giang
- Phía tây giáp xã Thiệu Công
- Phía nam giáp thị trấn Thiệu Hóa và xã Thiệu Duy
- Phía bắc giáp huyện Yên Định.

Xã Thiệu Long có diện tích 7,70 km², dân số năm 2022 là 7.847 người, mật độ dân số đạt 1.019 người/km².

## Hành chính
Xã Thiệu Long được chia thành 6 thôn: Đông Lỗ, Minh Đức, Phú Lai, Phú Hưng, Thành Đạt, Tiên Nông.

## Lịch sử
Vùng đất thuộc xã Thiệu Long ngày nay, vào đầu thế kỉ 19 là các thôn xã: Minh Đức (ban đầu là ấp Hoa Phật, đến thời nhà Lê làng được đổi thành Hiếu Đức, thời nhà Nguyễn đổi thành Ngưỡng Đức, tên nôm là làng Kịt, sau cách mạng tháng 8 năm 1945 làng đổi tên là làng Minh Đức và giữ tên gọi cho đến nay), Đông Lỗ (có từ thế kỉ X – đầu thế kỉ XIX là thôn Cựu (Trang Ấp) thuộc xã An Lễ, tổng Mật Vật), Phú Lai (làng Phú Lai được hình thành cách đây hơn 1000 năm trước – từ đầu thế kỉ XIX, vào đầu thế kỉ XX đổi thành Quán Trổ, sau lại đổi như cũ), Phong Phú (giữa thế kỉ XVIII (năm 1747) là trang Đường Ngang do ông Vũ Đình Tường  đặt tên lại cho làng là Phong Phú cho đến ngày nay), Thành Đạt (tên cũ là Lỗ Mau khu, Giáp Mau nay là làng Thành Đạt), Hưng Long (thành lập năm 1966, bao gồm toàn bộ nhân dân thôn Kiến Hưng xã Thiệu Hưng, Thiệu Hóa đi định cư sơ tán sang xã Thiệu Long thành lập làng mới đặt tên là làng Hưng Long), Tiên Nông (trước năm 1945 làng Tiên Nông thuộc tổng Hải Quật, sau năm 1945 Tiên Nông thuộc xã Định Thành huyện Yên Định. Năm 1953, làng Tiên Nông được chuyển về xã Thiệu Long, huyện Thiệu Hóa ổn định đến ngày nay), Tiên Long (trước năm 1982, làng Tiên Long là một bộ phận cư dân của làng Tiên Nông, thuộc xã Thiệu Long Huyện Thiệu Hóa. Năm 1990, thực hiện chủ trương của xã Thiệu Long, một bộ phận cư dân làng Tiên Nông được tách ra thành lập làng mới đặt tên là làng Tiên Long và phát triển ổn định đến nay) thuộc tổng Mật Vật, huyện Thụy Nguyên, phủ Thiệu Thiên.
Cuối năm 1945, huyện Thụy Nguyên đổi thành huyện Thiệu Hóa.
Sau năm 1945, các thôn làng nêu trên thuộc xã Chùy Giang, huyện Thiệu Hóa. Năm 1953, xã Chùy Giang chia thành các xã Thiệu Giang và Thiệu Long.
Năm 1977, xã Thiệu Long cùng với các xã phía bắc sông Chu của huyện Thiệu Hóa sáp nhập với huyện Yên Định thành huyện Thiệu Yên.
Năm 1996, xã Thiệu Long thuộc huyện Thiệu Hóa mới tái lập.

## Văn hóa
- Đền thờ Dương Tam Kha: thôn Thành Đạt, xã Thiệu Long[3]
- Đền thờ Bình Vương Dương Tam Kha đã được UBND tỉnh Thanh Hóa công nhận là Di tích lịch sử cấp tỉnh năm 2012.